# Гришин, Александр Козьмич
Александр Козьмич Гришин (род. 15 мая 1938) — советский хоккеист, нападающий.
Играл за молодёжную команду «Крылья Советов». В чемпионате СССР выступал за клубы МВО / СКА Калинин (1959/60 — 1960/61) и «Локомотив» Москва (1961/62 — 1966/67). В составе сборной Калининской области принимал участие в зимней Спартакиаде народов РСФСР 1961. В сезоне 1967/68 играл за команду класса «Б» «Электроник» Павловский Посад.